# 1209
Cette page concerne l'année 1209  du calendrier julien. Pour l'année 1209 av. J.-C., voir 1209 av. J.-C.
L'année 1209 est une année commune qui commence un jeudi.

## Événements
- Nouvelle ambassade du roi d’Aksoum Lalibela au Caire pour obtenir réparation et ramener un nouvel archevêque après la défection de Michel II[1]. La splendeur de la délégation attire les foules à l’église patriarcale de Mo’allaqah, dans le Qasr-ech-Chamah au-delà de Fostat. Les envoyés apportent pour le patriarche une couronne d’or ciselée et divers animaux : girafe, éléphant, lion, zèbre. Michel II est destitué de sa charge de métropolite d’Éthiopie. Dès cette époque, la situation religieuse en Éthiopie devient confuse. Jusqu’à la fin du XIIIe siècle, les métropolites ne seront plus coptes mais syriens.

- Gengis Khan soumet les Xixia du Kan-su. Les troupes mongoles encerclent la capitale Zhongxing et menacent d’inonder la ville en sapant ses murailles à l’aide de l’eau du fleuve Jaune. Le souverain Tangut marie sa fille à Gengis Khan pour sauver son trône[2].
- Bartchouk, vassal ouïgour du Kara Khitaï, se révolte et fait serment d’hommage à Gengis Khan, qui lui donne sa fille en mariage[3].

### Europe
- 16 février[4] : le pape Innocent III lance un appel à la croisade en Espagne à l’archevêque de Tolède. Des milliers de chevaliers affluent.
- Mars[5] : Raymond VI de Toulouse donne Biot aux Templiers qui y fondent une commanderie.
- 25 avril ou 18 octobre[6], à Portioncule, près d’Assise, en Italie : François Bernadone décide de vivre dans le dénuement absolu, suivi rapidement par des disciples (Bernard de Quintavalle, Pierre de Catane, Égide d’Assise…) décidés à imiter la vie apostolique et constitués en une fraternité de pénitents qui fondent la première communauté franciscaine. Ils se livrent à la prédication sur des sujets de morale, les seuls que les autorisait à traiter le pape Innocent III (1210).
- 1er mai : 
  - Le roi de France Philippe II Auguste et le légat du pape convoquent une assemblée des grands du royaume, près de Sens, pour décider d’une croisade contre les Albigeois.
  - Philippe Auguste promulgue l’ordonnance de Villeneuve-sur-Yonne contre la divisibilité des fiefs : en cas de partage d’un fief-lige, chacun des bénéficiaires doit faire hommage non plus au maître de maison mais au seigneur du fief[7].
- 17 mai : parlement de Compiègne. Louis le Lion est armé chevalier[8].
- 18 juin  : Raymond VI de Toulouse fait pénitence et se soumet à Saint-Gilles[9].
- Juin : traité de Sapienza[10]. Venise cède la Morée qui devient la principauté franque d’Achaïe ou de Morée.
- 22 juillet : sac de Béziers lors de la croisade des Albigeois, la population est massacrée : 22 000 à 25 000 morts[11]. Sept mille personnes sont tuées dans la seule église de la Madeleine. La ville flambe durant deux jours. Le légat pontifical, Arnaud Amaury, aurait prononcé cette phrase célèbre : Tuez-les tous ! Dieu reconnaîtra les siens !.
- 1er-15 août : Simon de Montfort-l’Amaury assiège et prend Carcassonne[12]. Le vicomte Raimond-Roger Trencavel est destitué (Il meurt en prison le 10 novembre[13]). Ses terres sont données à Simon de Montfort.

- 6 septembre : le concile d’Avignon organise la lutte contre l'hérésie albigeoise[14]. Il interdit danses et jeux dans les églises[15].

- 4 octobre : Othon IV de Brunswick se fait couronner empereur par le pape Innocent III[16].
- 8 novembre : Jean sans Terre, roi d’Angleterre, est excommunié par Innocent III[17] à la suite de la brouille pour la désignation du titulaire de l’archevêché de Cantorbéry.
- Novembre : échec des croisés au siège du château de Lastours (fin en 1211). Prise et mutilation de Bram : cents Cathares ont les yeux crevés et le nez coupé[18].

- Révolte contre le posadnik Dimitri (premier magistrat civil de la république de Novgorod), fidèle serviteur de Vsevolod III Vladimirski[19].
- Le départ de certains clercs de l’université d’Oxford donne un véritable essor à l’université de Cambridge[20].
- Robert Grossetête étudie à Paris (1209-1214)[21].

- Création de l'Université de Cambridge.

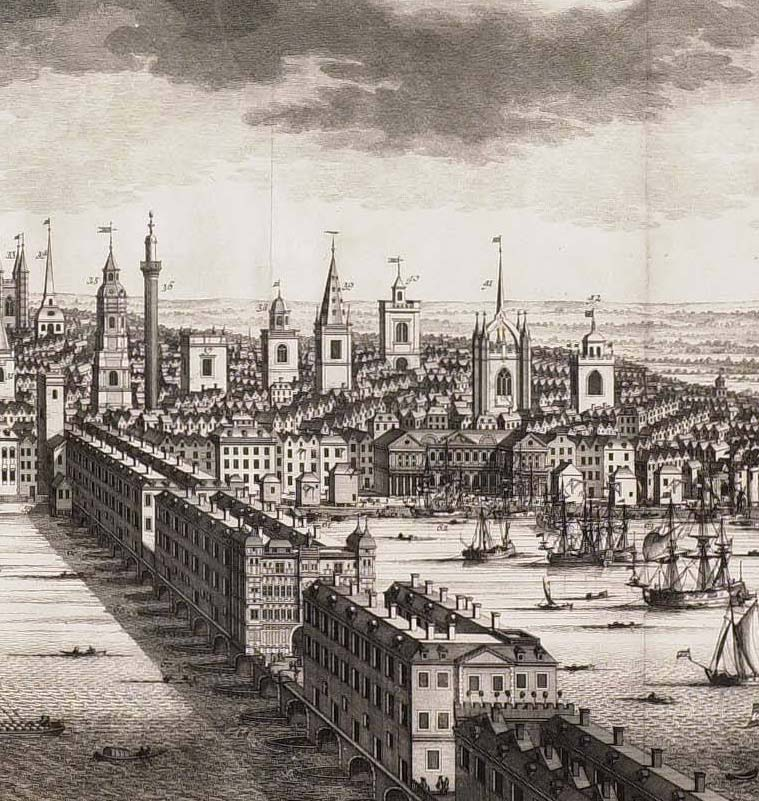
Le vieux Pont de Londres en 1710

- Fin de la reconstruction du Pont de Londres[22].